# Grand Prix de la Ville de Lillers 2009
La Grand Prix de la Ville de Lillers 2009, quarantacinquesima edizione della corsa e valida come evento dell'UCI Europe Tour 2009 categoria 1.2, si svolse l'8 marzo 2009 su un percorso totale di circa 171 km. Fu vinto dal lettone Aleksejs Saramotins che terminò la gara in 4h17'54", alla media di 39,78 km/h.
All'arrivo 55 ciclisti portarono a termine il percorso.

## Ordine d'arrivo (Top 10)
| Pos. | Corridore           | Squadra        | Tempo    |
| ---- | ------------------- | -------------- | -------- |
| 1    | Aleksejs Saramotins | Designa Køk.   | 4h17'54" |
| 2    | Alexandre Lemair    | Roubaix        | s.t.     |
| 3    | Jean-Marc Bideau    | Bretagne       | s.t.     |
| 4    | Michel Kreder       | Rabobank Cont. | s.t.     |
| 5    | Alexis Bodiot       | CC Nogent      | s.t.     |
| 6    | Florian Vachon      | Roubaix        | a 31"    |
| 7    | Peter Brouzes       | CC Nogent      | s.t.     |
| 8    | Bastiaan Giling     | Designa Køk.   | s.t.     |
| 9    | Stéphane Bonsergent | Bretagne       | s.t.     |
| 10   | Fabien Bacquet      | Auber 93       | s.t.     |